# George Honeyman
George Honeyman, né le 8 septembre 1994 à Prudhoe, est un footballeur anglais qui évolue au poste de milieu de terrain au Blackpool FC.

## Biographie

### En club
Formé au Sunderland AFC, George Honeyman prend part à sa première rencontre avec l'équipe première des Black Cats lors d'un match de Coupe d'Angleterre face à Bradford City (défaite 2-0) le 15 février 2015. En octobre 2015, il est prêté pour trois mois au Gateshead FC, qui évolue en Conference Premier. Il joue neuf rencontres et inscrit un but avant de réintégrer l'effectif de Sunderland en janvier 2016.
Le 15 mai 2016, Honeyman participe à sa première rencontre de Premier League en entrant en jeu en début de seconde période lors de la dernière journée contre Watford (2-2). Le jeune milieu anglais participe à cinq rencontres de Premier League la saison suivante, à l'issue de laquelle Sunderland est relégué en Championship.
Le 10 août 2017, George Honeyman inscrit son premier but sous le maillot de son club formateur face au Bury FC en League Cup (0-1). Il devient titulaire régulier lors de la saison 2017-2018 et est nommé capitaine de Sunderland pour la saison 2018-2019.
Le 2 août 2019, il s'engage pour trois ans avec Hull City.

## Statistiques
| Saison                | Club                  | Championnat           | Championnat | Championnat | Coupe(s) nationale(s) | Coupe(s) nationale(s) | Play-offs | Play-offs | Total | Total |
| Saison                | Club                  | Division              | M.          | B.          | M.                    | B.                    | M.        | B.        | M.    | B.    |
| 2014-2015             | Sunderland AFC        | Premier League        | -           | -           | 1                     | 0                     | -         | -         | 1     | 0     |
| 2015-2016             | Sunderland AFC        | Premier League        | 1           | 0           | -                     | -                     | -         | -         | 1     | 0     |
| 2016-2017             | Sunderland AFC        | Premier League        | 5           | 0           | 1                     | 0                     | -         | -         | 6     | 0     |
| 2017-2018             | Sunderland AFC        | Championship          | 42          | 6           | 3                     | 1                     | -         | -         | 45    | 7     |
| 2018-2019             | Sunderland AFC        | League One            | 35          | 6           | 6                     | 2                     | 3         | 0         | 44    | 8     |
| Sous-total            | Sous-total            | Sous-total            | 83          | 12          | 11                    | 3                     | 3         | 0         | 97    | 15    |
| 2015-2016             | Gateshead FC (prêt)   | Conference Premier    | 9           | 1           | -                     | -                     | -         | -         | 9     | 1     |
| Sous-total            | Sous-total            | Sous-total            | 9           | 1           | -                     | -                     | -         | -         | 9     | 1     |
| 2019-2020             | Hull City AFC         | Championship          | 42          | 1           | 2                     | 0                     | -         | -         | 44    | 1     |
| 2020-2021             | Hull City AFC         | League One            | 42          | 4           | 5                     | 0                     | -         | -         | 47    | 4     |
| 2021-2022             | Hull City AFC         | Championship          | 35          | 5           | 1                     | 0                     | -         | -         | 36    | 5     |
| Sous-total            | Sous-total            | Sous-total            | 119         | 10          | 8                     | 0                     | -         | -         | 127   | 10    |
| 2022-2023             | Millwall FC           | Championship          | 38          | 1           | 2                     | 0                     | -         | -         | 40    | 1     |
| 2023-2024             | Millwall FC           | Championship          | 31          | 0           | 1                     | 0                     | -         | -         | 32    | 0     |
| 2024-2025             | Millwall FC           | Championship          | 32          | 2           | 5                     | 0                     | -         | -         | 37    | 2     |
| Sous-total            | Sous-total            | Sous-total            | 101         | 3           | 8                     | 0                     | -         | -         | 109   | 3     |
| Total sur la carrière | Total sur la carrière | Total sur la carrière | 312         | 26          | 27                    | 3                     | 3         | 0         | 342   | 29    |

## Palmarès

### En club
- Sunderland AFC
  - Finaliste de l'EFL Trophy en 2019.

- Hull City
  - Champion d'Angleterre de troisième division en 2021.

### Distinction personnelle
- Membre de l'équipe-type de Championnat d'Angleterre de troisième division en 2021.